# Tátrai villamosvasút

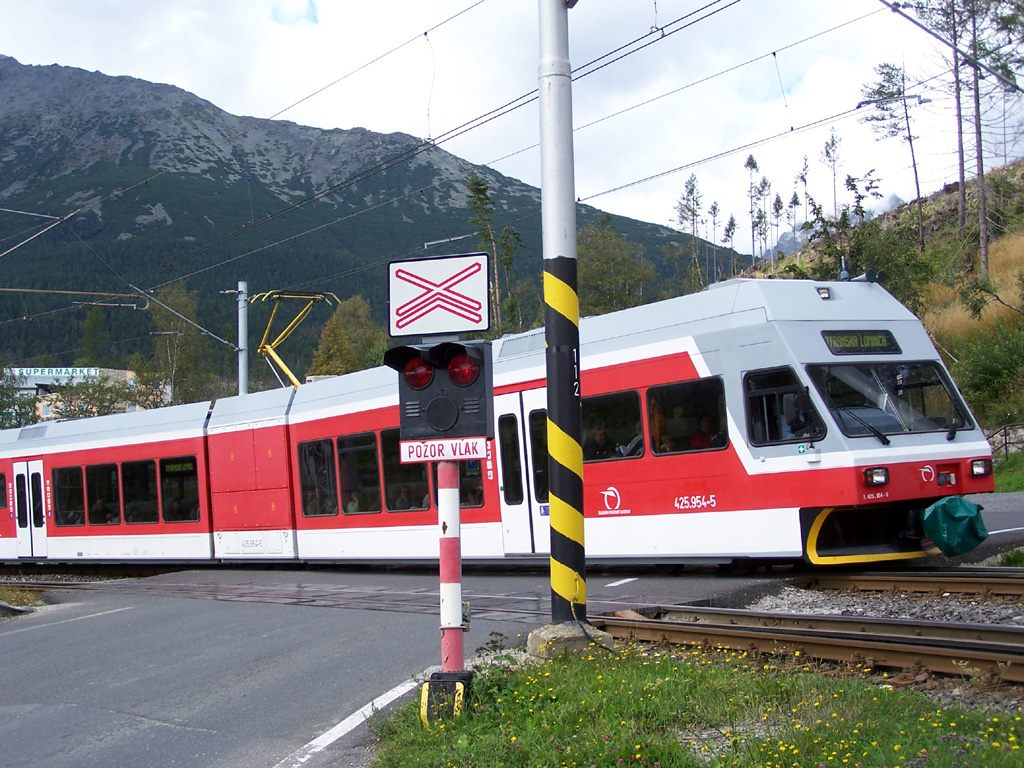
A tátrai villamos Ótátrafüreden

A Tátrai Villamosvasút (szlovákul Tatranská elektrická železnica; TEŽ) a Magas-Tátra településeit összekötő keskenynyomközű (1000 mm) elektromos vasút Szlovákiában, amely a Szlovák Államvasutak tulajdonában van.

## Története
A tátrai villamosvasút vonala még a Monarchia idején épült. Az 1896-ban megnyitott Csorbatói Fogaskerekű Vasút után 1908-ban elkezdődött egy Popráddal való közvetlen összeköttetés kiépítése is. A Tátrafüredi Helyiérdekű Villamos Vasutak (T.H.É.V.V.) vonalai 1912-ben készültek el. A villamosvasút meghosszabbítására további tervek születtek, a hálózat keleti irányban Barlangligetig szerették volna továbbépíteni, de erre végül az első világháború kitörése miatt nem került sor. Első pillanattól fogva villamos motorvonatok közlekedtek rajta.
A vonal 1922-ig magyar tulajdonban volt. A vonalat 1965–1969 között felújították, mivel 1970-ben Csorbatón tartották a sí-világbajnokságot. Ekkor kerültek a vonalra a prágai ČKD Tatra által gyártott 420.95 sorozatú villamos motorvonatok. A 80-as években a poprádi végállomást átépítették, azóta a szerelvények a Zsolna–Kassa fővonal fölötti peronról indulnak. 2000–2006 között álltak üzembe a Stadler ruttkai üzeme által gyártott új Stadler GTW motorvonatok, ezzel egy időben a régi Tatra típusú villamosokat fokozatosan kivonták a forgalomból.
A 2004. november 19-én pusztító hatalmas orkán a villamosvonalra is súlyos károkat mért. A sínekre eső fák több szakaszon megsemmisítették a felsővezetéket és a tartóoszlopokat. Fél éven keresztül pótlóbuszok közlekedtek Ótátrafüred és Csorbató között. A helyreállítási munkálatok során 300 oszlopot kellett újra felállítani.
Az egyik villamos vonat Józef Tischner (1931–2000) lengyel teológus és filozófus után kapta a nevét, aki a guráli kultúra kutatója is volt.

## Vonalak

A "Tátravillamos" vonaltérképe

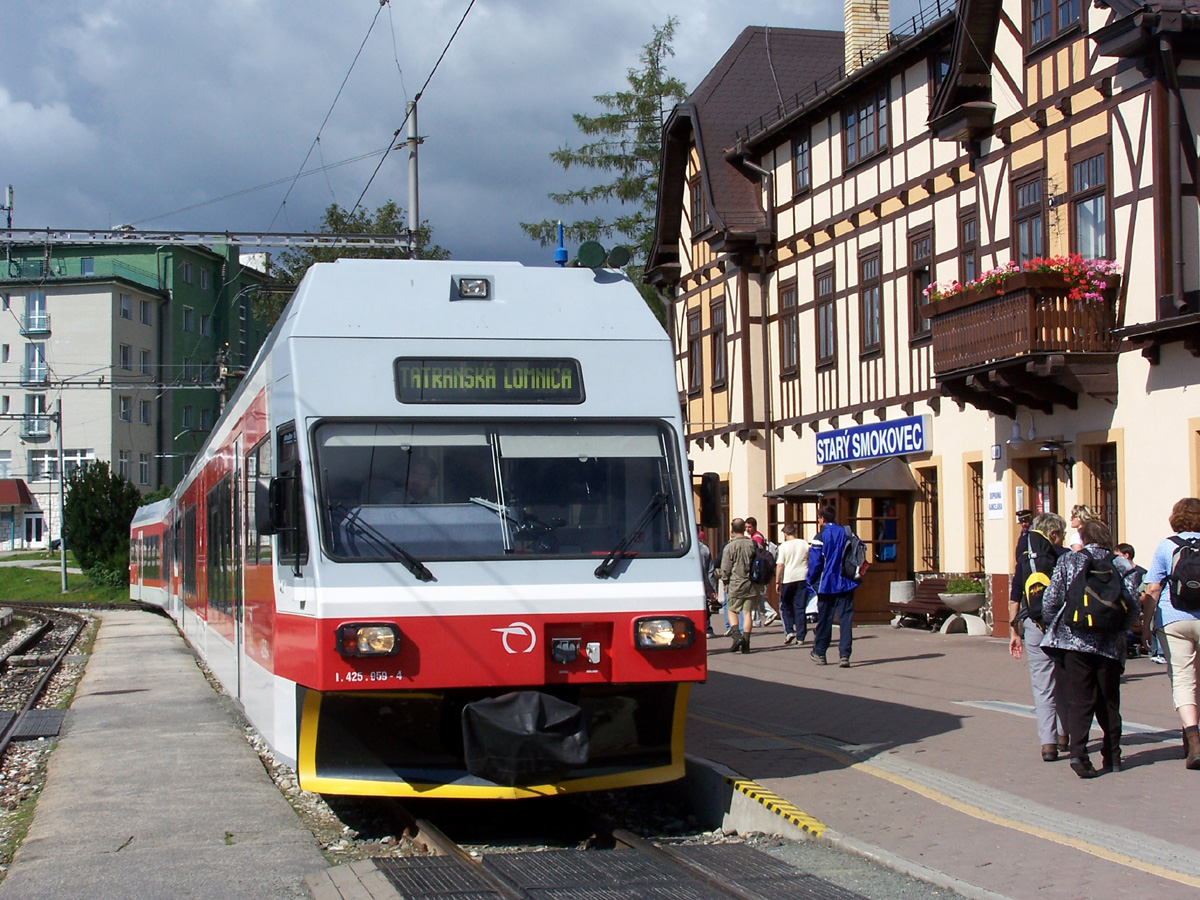
Az ótátrafüredi állomáson

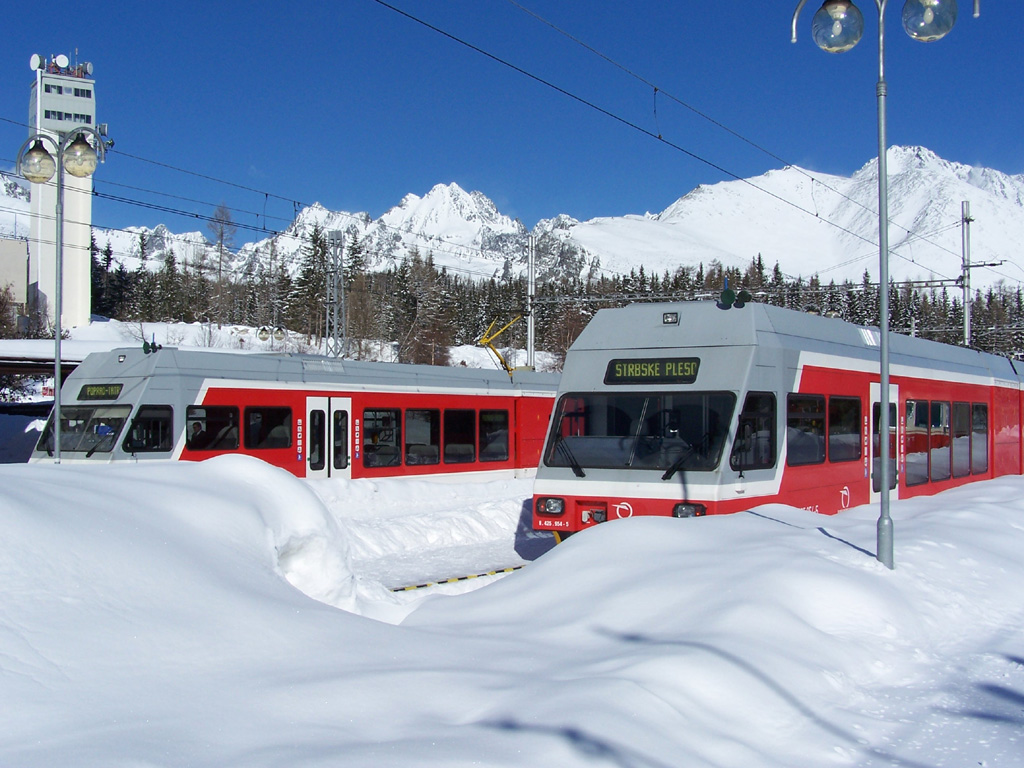
Tél a csorbatói végállomáson

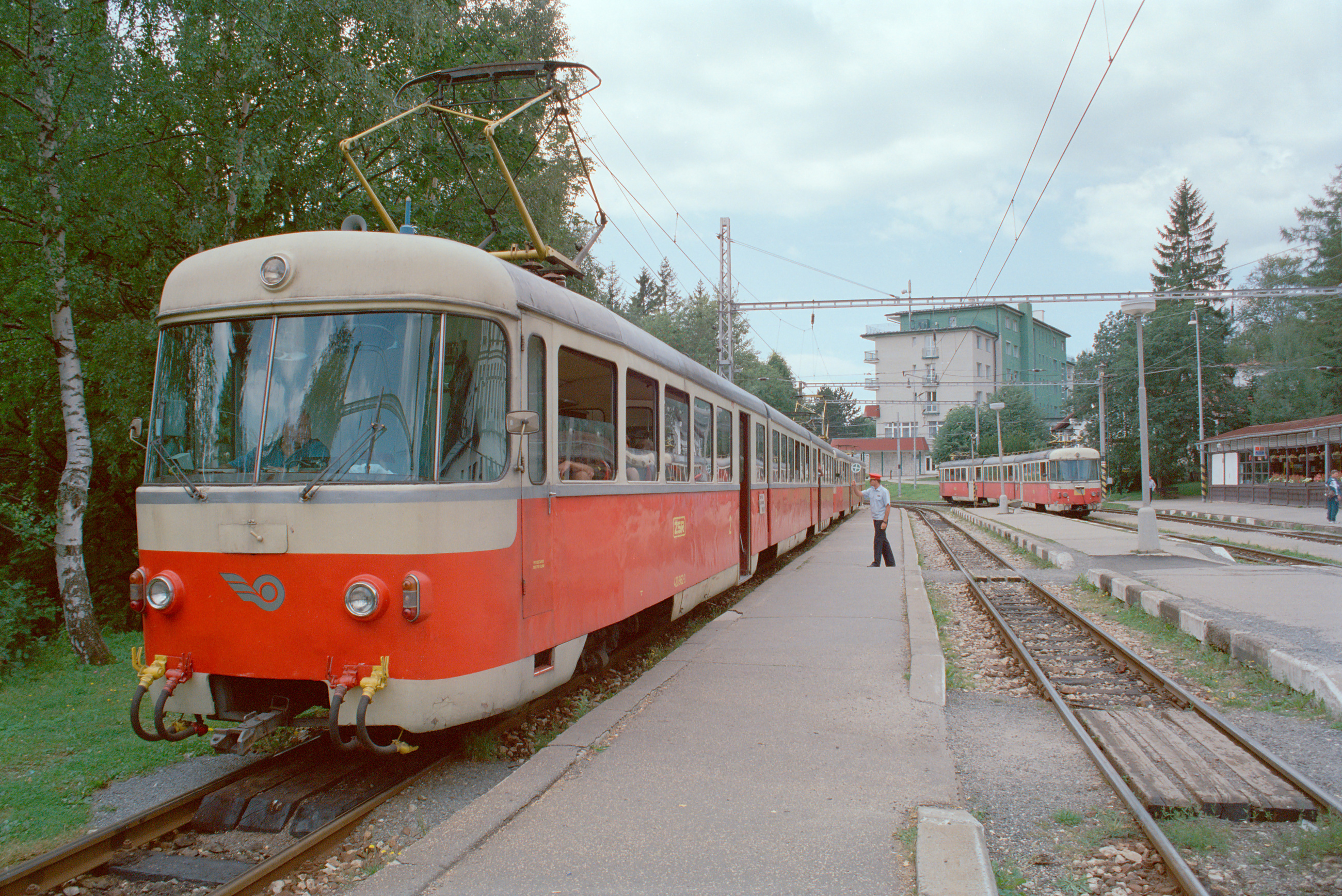
Kép az 1990-es évekből a 420.95 sorozatú motorkocsikkal, melyeket a ČKD Tatra készített.

### Poprád-Felka – Ótátrafüred – Csorbató
- Poprád-Tátra vasútállomás – Poprad-Tatry
- Nagyszalók vasútállomás – Veľký Slavkov
- Alsóerdőfalva mh. – zast. Nová Lesná (760 m)
- Erdőalja vasútállomás – Pod Lesom (835m)
- Alsótátrafüred mh. – zast. Dolný Smokovec (890 m)
- Ótátrafüred vasútállomás – Starý Smokovec (990 m)
- Újtátrafüred mh. – zast. Nový Smokovec (995 m)
- Szikraház mh. – Sibír  (1000 m)
- Tátraotthon mh. – zast. Tatranské Zruby (1000 m)
- Tátraszéplak vasútállomás – Tatranská Polianka (985 m)
- Dániel-ház mh. – Danielov dom (995 m)
- Újszéplaki mh. – zast. Nová Polianka (1040 m)
- Felsőhági vasútállomás – Vyšné Hágy (1100 m)
- Poprádi-tó mh. – zast. Popradské pleso (1250 m)
- Csorbató vasútállomás – Štrbské Pleso (1320 m)

A vonal hossza: 29 km.

### Ótátrafüred – Tátralomnic
- Ótátrafüred vasútállomás – Starý Smokovec (990 m)
- Szépkilátás mh. – Pekná Vyhliadka (970 m)
- Felsőtátrafüred mh. – zast. Horný Smokovec (955 m)
- Tátraerdőfalva mh. –  zast. Tatranská Lesná (915 m)
- Felsőerdőfalva mh. – zast. Stará Lesná (870 m)
- Tátralomnic vasútállomás – Tatranská Lomnica (850 m)

A vonal hossza: 6 km.

## Járművek
| Kép | Sorozat           | Szolgálatban | Gyártott darabszám | Jegyzetek |
| --- | ----------------- | ------------ | ------------------ | --- |
|     | ZSSK Class 425.95 | 15           | 15                 | |
|     | ŽSR Class 420.95  | 1            | 18                 | A 420.95-ös pályaszámú egy három szekcióból álló villamos motorvonat. A 89.0009-es számú vonatot történelmi járműként őrzik. A 420.953-2 pályaszámú jármű restaurálás alatt áll. |
|     | Ganz              | 1            |                    | Történelmi vonat, amely a 22-es motorkocsiból, a 12-es pótkocsiból és a 16-os pótkocsiból áll.                                                                                   |

## Forgalom
A villamos mindkét vonalán hajnaltól késő estig minden nap óránként közlekedik, a szerelvények minden állomáson megállnak. A menetrendet évek óta úgy állítják össze, hogy Ótátrafüreden a Tarajkára vezető vonalra is közvetlen csatlakozás legyen. A szerelvények még nagyobb hó esetén is elég pontosan közlekednek.
A villamosra csak előreváltott menetjeggyel szabad felszállni, amelyek az állomásokon kívül is sok helyen kaphatók, vagy akár SMS küldésével is megválthatóak. A vonalak zónákra vannak felosztva, a vonatra felszállva az átlépett zónáknak megfelelő számú jegyet kell érvényesíteni. Kapható többzónás jegy is, ezen a zónáknak megfelelő számú ablakot kell érvényesíteni. Annak ellenére, hogy rengeteg a magyar utas, csak elvétve találni magyar információs táblákat.